# Münsterplatz (Bonn)
La Münsterplatz est une place du centre-ville de Bonn. Elle se situe au nord-ouest de la cathédrale et est accessible depuis la gare principale par la Poststraße. Il s'agit de l'une des trois plus grandes places de la zone piétonne de Bonn, avec la Friedensplatz et la place du marché. Au sud de la place de la cathédrale se trouve la Martinsplatz. La Münsterplatz est le lieu de plusieurs festivals et événements tels que le marché de Noël de Bonn. Il y a de nombreux bâtiments historiques sur la Münsterplatz, notamment l'ancien hôtel des postes. Devant se dresse le monument de Beethoven. De plus se trouvent plusieurs grands magasins, tels que Galeria Kaufhof (construite en 1960-1964, construction d'une nouvelle façade en 1979), TK Maxx et SinnLeffers.
Le nom actuel du lieu est mentionné pour la première fois en 1719. On l'appelle auparavant depuis le Moyen Âge "Aufm Hof" ou "Aufm großen Hof".

## Source, notes et références
- (de) Cet article est partiellement ou en totalité issu de l’article de Wikipédia en allemand intitulé « Münsterplatz (Bonn) » (voir la liste des auteurs).